# Sekstant (zviježđe)
Sekstant (lat. Sextans), jedno je od 88 modernih zviježđa. Manja konstelacija pozicionirana u visini nebeskog ekvatora koju je uveo astronom Johannes Hevelius.

## Vanjske poveznice
- The Deep Photographic Guide to the Constellations: Sextans